# Retrato de mademoiselle Suzanne Poirson
El retrato de la señorita Suzanne Poirson o Retrato de mademoiselle Suzanne Poirson es una pintura de 1884 de John Singer Sargent, uno de los retratistas más importantes de la alta sociedad de París en ese momento. Es de propiedad privada.

## Pintura
Suzanne Poirson (1871-1926) era hija de Paul Poirson y Seymourina Cuthbertson (la hija natural del cuarto marqués de Hertford (1800-1870) y Madame Oger). Se casó con Pierre Girod en 1891. Era ahijada de Sir Richard Wallace, hijo natural de su abuelo Seymour-Conway, quien dio el nombre a la Colección Wallace. .
Su padre era dueño de un estudio en 41, boulevard Berthier, al que el pintor se mudó en 1883. Según la tradición familiar, el retrato, al igual que el Retrato de Madame Paul Poirson, su madre, pintado en 1885, fue pintado como 'alquiler', pero no se han encontrado pruebas de ello.
Suzanne Poirson también fue pintada por Jacques Émile Blanche (1861-1942), con su caballo en el Bois de Boulogne.

## Origen
El retrato era propiedad de los padres de la retratada y pasó a Suzanne Poirson y luego a su hija Madame Philippe Cruse. Esta última lo vendió en 1985 en Christie's, Nueva York. Desde entonces ha estado en otra colección privada.